# 泰金·奥坎·迪兹金
泰金·奥坎·迪兹金（土耳其語：Tekin Okan Düzgün，1988年5月24日—），土耳其男子盲人门球运动员。他曾代表土耳其参加2012年和2020年夏季残疾人奥林匹克运动会盲人门球比赛，其中2012年夏季残奥会获得一枚铜牌。